# Fredagen den 13:e del 2
Fredagen den 13:e del 2 (engelska: Friday the 13th Part 2) är en amerikansk slasherfilm som hade biopremiär i USA den 30 april 1981, och regisserades av Steve Miner, som också regisserade dess uppföljare, Fredagen den 13:e del 3 och ett flertal andra populära skräckfilmer. Filmen är en uppföljare till Fredagen den 13:e (1980) och den andra delen i Fredagen den 13:e-serien. Filmen gjorde stor succé på bio. Det är den första filmen där Jason Voorhees är huvudantagonisten, en trend som skulle hålla i sig för resten av de många uppföljarna.

## Handling
Alice (Adrienne King), den enda överlevaren efter massmorden vid Crystal Lake, blir brutalt mördad när en vuxen Jason Voorhees hugger henne i huvudet med en ishacka efter att hon upptäckt Pamela Voorhees avhuggna huvud i sitt kylskåp. Jason drunknade inte i sjön som Pamela hade trott, och han hade bevittnat hennes död. Handlingen fick honom att lämna sitt gömställe i den närliggande skogen för att döda sin moders mördare och alla som korsar hans väg.    
Fem år senare år 1984 anländer en grupp tonåringar till Crystal Lake för att återöppna platsen och inrätta ett nytt läger. Senare samma kväll, vid en brasa, berättar en skämtare vid namn Paul (John Furey) historien om Jason. Plötsligt hoppar någon ut ur skogen och attackerar camparna. Det visar sig dock bara vara en av Pauls vänner och Paul hävdar att Jason är död. Jason, vars ansikte är skyddat av en säck, är dock fullt levande och förföljer dem. Crazy Ralph, som står vid ett träd, dör när Jason garrotterar honom med en bit taggtråd. Konstapel Winslow blir nästa offer, när han mördas med en hammarklo. Jason börjar sedan attackera och döda campare. Han dödar bråkmakaren Scott genom att hänga honom upp och ner innan han skär halsen av honom med en machete. Han dödar sedan Scotts kvinnliga sällskap Terri utanför skärmen.
En rullstolsbunden campare vid namn Mark dör när en machete träffar honom i ansiktet och han rullar ner för en trappa. Med ett spjut i handen går Jason upp till övervåningen, där Sandra och Jeff har sex. Han smyger sig in i rummet och spetsar de båda. Vickie, som går upp för att undersöka, blir mördad av en kökskniv genom magen. En överlevare, Ginny (Amy Steel), jagas in i skogen av Jason och hon hittar hans skjul innehållande en helgedom för sin mamma, med Pamelas avhuggna och mumifierade huvud ovanpå helgedomen, omgivet av ett flertal ljus och lemlästade kroppar, däribland Alices kropp.
När hon hör honom närma sig, låser en frenetisk Ginny ut Jason, men han bryter sig in med en hacka i högsta hugg. Ginnys snabba tänkande har dock tillåtit henne att klä sig i Pamelas tröja och hon manipulerar Jason att tro att hon är hans reinkarnerade mamma så att hon ska hinna döda honom i en överraskande attack och fly. Olyckligtvis ser Jason igenom bluffen, efter att ha sett sin mammas avhuggna huvud och attackerar Ginny. Paul anländer och försöker brotta ner Jason. Jason får dock snabbt övertaget, men innan han hinner döda Paul, hugger Ginny en machete i Jasons axel och de flyr. De gömmer sig i en stuga, beväpnade med en avbruten högaffel. Medan de är distraherade av Terris hund som dyker upp, kommer en fortfarande levande Jason inhoppande genom ett fönster, avslöjande sitt ohyggligt deformerade ansikte. Efter en stund vaknar Ginny upp i en ambulans utan minne av hur hon flydde, med Jason på rymmen och Pauls öde oklart.

## Rollista
| Amy Steel           | – Ginny         |
| John Furey          | – Paul          |
| Adrienne King       | – Alice         |
| Kirsten Baker       | – Terry         |
| Stu Charno          | – Ted           |
| Warrington Gillette | – Jason         |
| Walt Gorney         | – galne Ralph   |
| Marta Kober         | – Sandra        |
| Tom McBride         | – Mark          |
| Bill Randolph       | – Jeff          |
| Lauren-Marie Taylor | – Vickie        |
| Russell Todd        | – Scott         |
| Betsy Palmer        | – mrs Voorhees  |
| Cliff Cudney        | – Max           |
| Jack Marks          | – polisen       |
| Jerry Wallace       | – landstrykaren |

## Produktion
Del 2 var filmen som officiellt startade Jasons mördande, fast han använder en säck över huvudet i den här filmen, i stället för sin kända hockeymask som han använt sedan Del 3. Steve Daskawisz blev körd till sjukhus efter att Amy Steel av misstag träffade hans långfinger med en machete under inspelningen. Daskawisz fick sy 13 stygn i sitt långfinger. Såret doldes av en bit gummi och de återvände sedan för att spela in scenen igen.
I en scen där Daskawisz bär säcken över huvudet, fladdrade en bit av säcken mot hans öga, så kamerateamet fick tejpa hans ögonparti, så att det inte skulle komma åt ögat. Daskawisz fick brännmärken runt sina ögon på grund av tejpen.                         

### Fotnoter
1. 1 2  Friday the 13th Part 2, Box Office Mojo (på engelska), läs online, läst: 8 augusti 2021.[källa från Wikidata]
2. ↑  läs online, www.sfi.se .[källa från Wikidata]
3. ↑  Crystal Lake Memories (på engelska), bok, s. 314–315.[källa från Wikidata]
4. ↑  ”Friday the 13th Part 2” (på engelska). Box Office Mojo. 30 april 1981. http://www.boxofficemojo.com/movies/?id=friday13th2.htm. Läst 23 september 2016.